# Heterolocha biplagiata
Heterolocha biplagiata är en fjärilsart som beskrevs av Max Joseph Bastelberger 1909. Heterolocha biplagiata ingår i släktet Heterolocha och familjen mätare. Inga underarter finns listade i Catalogue of Life.

## Bildgalleri

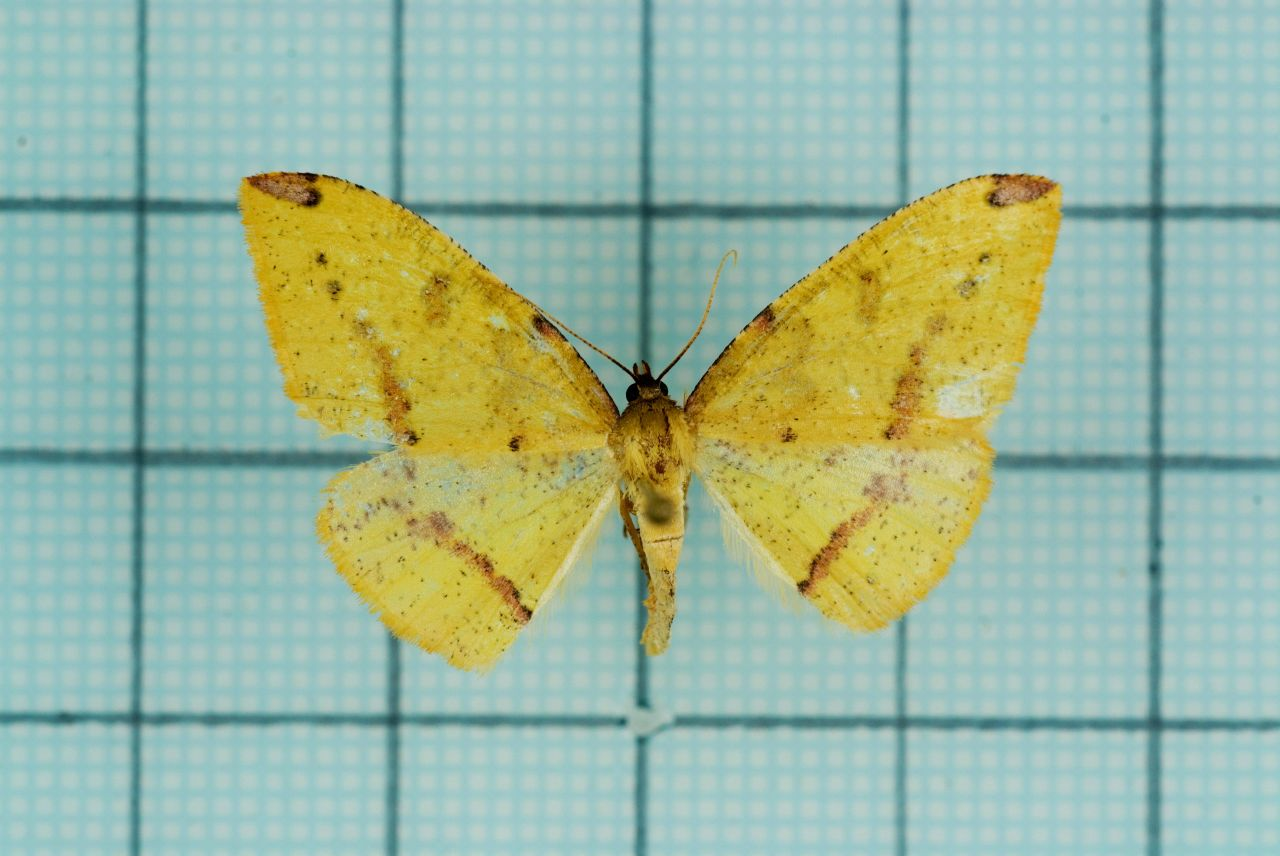
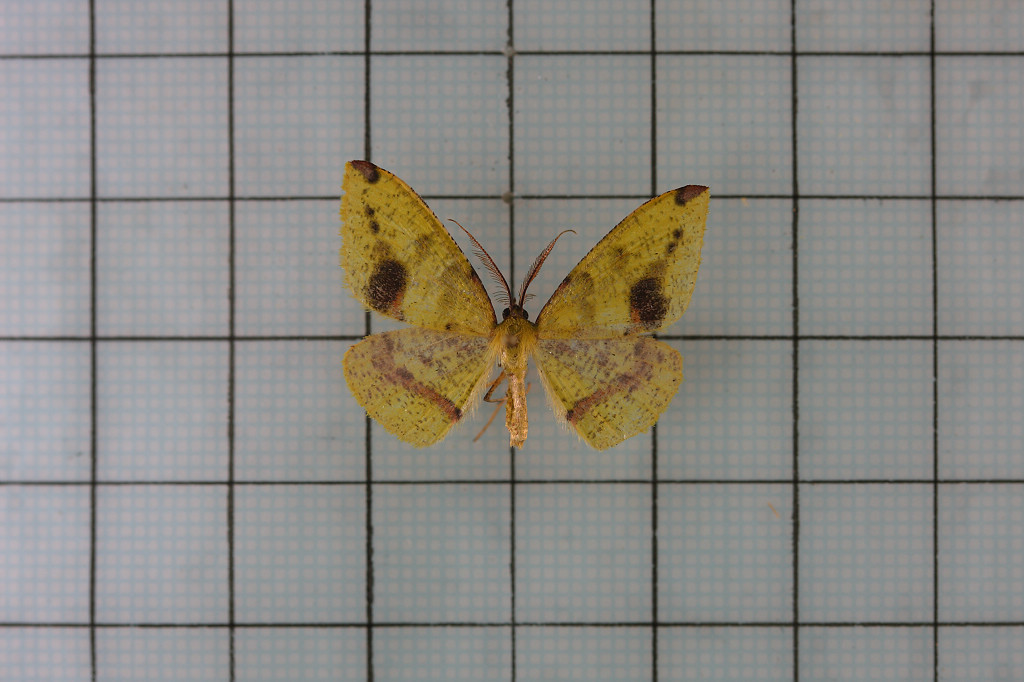
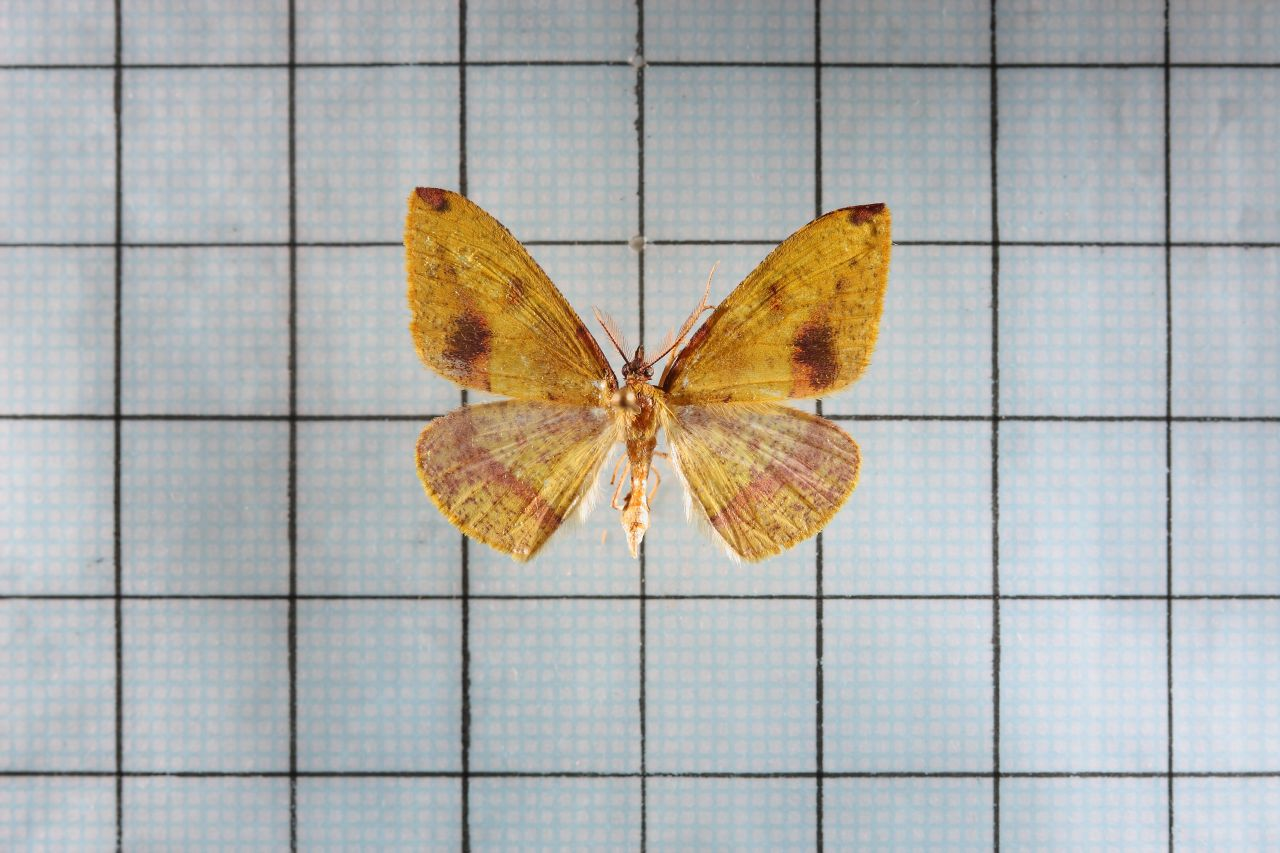
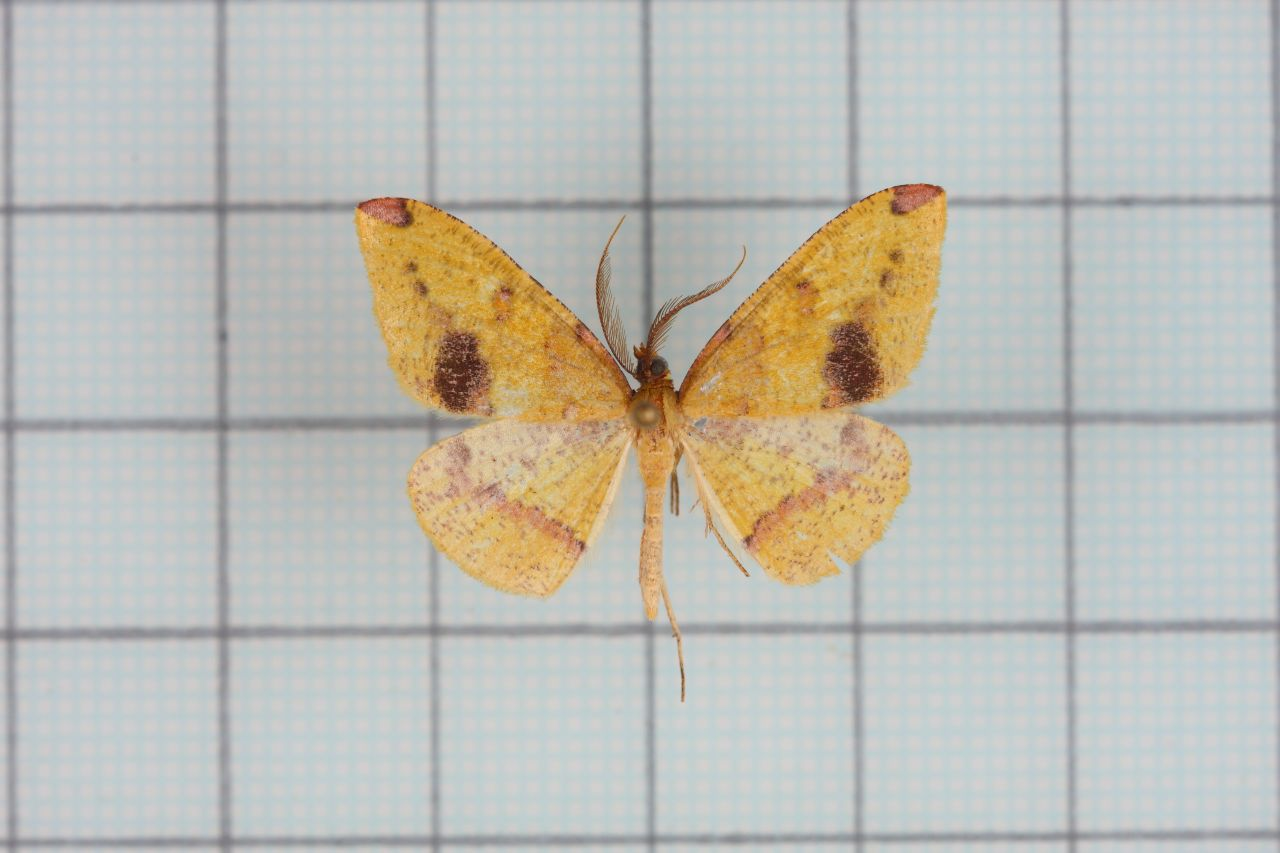
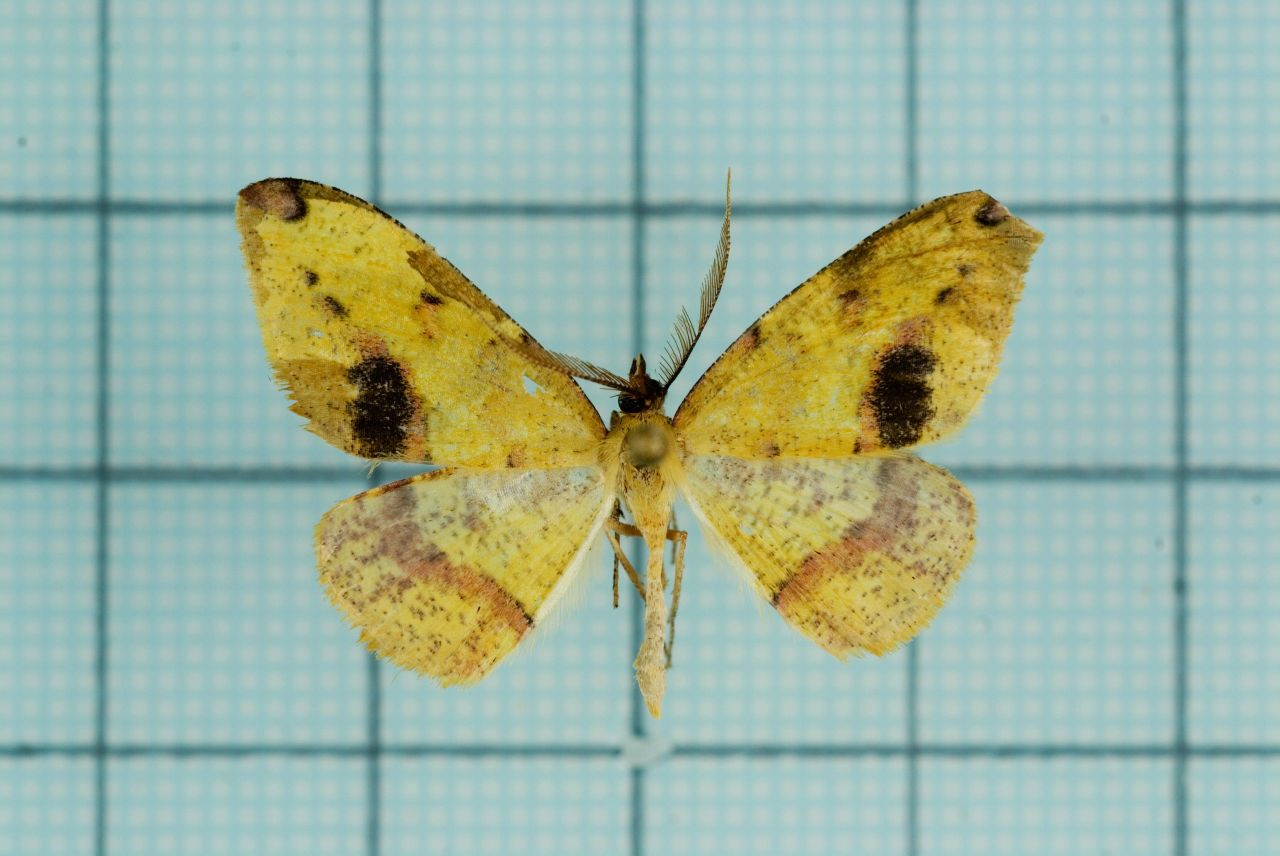